# Guerra d'Indocina
La guerra d'Indocina venne combattuta fra il 23 novembre 1946 e il 12 luglio 1954 fra l'esercito coloniale francese e il movimento Viet Minh, guidato da Ho Chi Minh, che si poneva come scopo l'indipendenza del Vietnam. Già sottomessa dall'esercito giapponese durante la seconda guerra mondiale, l'armata francese in Indocina venne duramente sconfitta a Dien Bien Phu dall'esercito vietminh guidato da Võ Nguyên Giáp (nonostante un grande impegno militare e il sostegno degli Stati Uniti) e perse le sue colonie in Indocina, che venne suddivisa in quattro nuovi stati indipendenti, sulla base degli accordi di Ginevra del 1954: Vietnam del Nord, Vietnam del Sud, Cambogia e Laos.

## Il contesto storico
La Francia impose, tra il 1858 e il 1883 un dominio diretto sul Vietnam, pur lasciando formalmente sul trono le dinastie locali (regime di Protettorato).
Durante la seconda guerra mondiale il Vietnam fu invaso dall'Impero giapponese, che costituì l'Impero del Vietnam. L'unica forza politica interna al paese in grado di contrastare l'occupazione fu quella guidata dal leader comunista Ho Chi Minh, il quale, alla fine della guerra, proclamò l'indipendenza del paese nel 1945 e dichiarò nullo il trattato di protettorato siglato nel 1883 con la Francia. A questo punto la Francia intervenne militarmente nel tentativo di ristabilire il suo controllo sul paese.

## Lo svolgimento

### I bombardamenti e la politica francese
L'attuale repubblica del Vietnam comprende il litorale orientale dell'antica provincia coloniale dell'Indocina francese, composta dalle provincie indocinesi (“Ky”) dell'Annam (“Trung Ky” in vietnamita), della Cocincina (“Nam Ky”, in vietnamita) e del Tonchino (“Mien Bac” in vietnamita). Tutte queste regioni, già protettorati francesi, approfittarono del vuoto di potere venutosi a creare con la fine dell’occupazione giapponese, nell’agosto del 1945, per dichiararsi indipendenti. L'indipendenza dalla Francia del Viet Nam era stata falsamente e solennemente proclamata dal governo di Tokyo il 24 luglio 1945, ma il potere era stato rimesso al governo fantoccio di Bao Dai, imperatore dell'Annam. Ma l’imperatore vietnamita, il 26 agosto fu costretto, poco dopo la resa giapponese, ad abdicare a seguito di una sollevazione popolare organizzata dall’unico movimento di guerriglia e di resistenza appoggiato dagli Stati Uniti, il Viet Minh (in vietnamita, “Lega per l'indipendenza dell'Annam”, costituitasi il 19 maggio 1941, di ispirazione comunista e antifrancese), che in pari data assumeva ufficialmente il potere sotto la presidenza del comunista Ho Chi Minh. Il 2 settembre, in Piazza Ba Dinh, ad Hanoi, venne ufficialmente proclamata la nascita della Repubblica Socialista Democratica del Viet Nam, con capitale Hanoi (“Ha Noi” in vietnamita), e con l’adozione di una costituzione modellata su quella statunitense, ma la Francia non fu disposta a riconoscerla. Nel frattempo, tra il 22 agosto ed il 13 settembre, truppe britanniche ed australiane erano giunte ad Hanoi per disarmare le ultime truppe d’occupazione giapponesi, e con essi tornarono anche i francesi.
Il generale britannico Douglas Gracey, al comando della 20ª divisione. Anglo - indiana, sbarcata a Saigon il 13 settembre, si reimbarcò non prima d’aver proclamato la legge marziale, come richiesto dalla Francia, e cedette alle autorità francesi l’amministrazione dell’Indocina il 4 ottobre. Il 5 ottobre, la Francia aveva inviato in Indocina alcuni contingenti di truppe al comando del generale Philippe Leclerc de Hauteclocque, un eroe della Guerra di Liberazione Francese al seguito degli eserciti alleati di liberazione ed autorizzava l'alto commissario francese in Indocina, l’ammiraglio Georges Thierry d'Argenlieu, a sottoscrivere ad Hanoi una convenzione preliminare con il capo del governo Ho Chi Minh, in virtù della quale riconosceva l'indipendenza della Repubblica democratica del Viet Nam come stato libero con un suo governo, un suo parlamento, un suo esercito e finanze proprie, facente parte della Federazione Indocinese e della Union Française. La Francia si dichiarò favorevole alla creazione d’una repubblica indipendente vietnamita, ma non egemonizzata dai comunisti ed orbitante all’interno della cosiddetta “Comunità Francese”, in pratica, un protettorato mascherato, cosa che il Viet Minh rigettò in blocco. Nel frattempo, il Viet Minh iniziò a ricevere aiuti militari dall’Unione Sovietica, venuto meno l’appoggio statunitense in seguito all’inizio della guerra fredda. I guerriglieri vietnamiti iniziarono a tendere agguati ed imboscate ai militari francesi ed a compiere attentati nelle varie città. Il presidente americano Harry S. Truman, fortemente ostile ai movimenti comunisti, il 28 febbraio 1946, ricevette un telegramma ufficiale di Ho Chi Minh in cui veniva richiesto aiuto militare, rinnovando il trattato di collaborazione siglato nel 1942, ricevendone un rifiuto netto.
Il 6 marzo 1946, mentre Jean Sainteny, commissario francese per l'Indocina del Nord stava trattando col Viet Minh per creare una specie di autogoverno dell’Annam e del Tonchino, in cambio della permanenza del paese nell’orbita francese, il governo di Parigi cercò di riconquistare le posizioni perdute inviando ulteriori contingenti militari ed il 23 marzo ruppe le trattative coi guerriglieri del Viet Minh. Nel frattempo gli Stati Uniti si fecero carico delle spese per le forniture degli armamenti e dell’ingaggio dei mercenari, passando dal 20 % del costo totale della guerra nel 1946 al 90 % nel 1951. Guerriglia e repressione continuarono ad alternarsi finché, dopo le due conferenze di Dalat, il 19 aprile ed 11 maggio e di Fontainebleau, dal 6 luglio al 1º agosto, si raggiunse un provvisorio accordo dopo che i guerriglieri si rifiutarono di rinunciare alla Concincina, che assolutamente volevano accorpare entro i confini della nazione vietnamita. Le due conferenze avevano il solo scopo di prendere tempo in modo da far arruolare un contingente di almeno 100000 militari da inviare in Indocina a reprimere il movimento rivoluzionario. Il 14 settembre veniva firmato a Parigi una bozza di accordo tra il ministro francese delle Colonie Marius Moutet e il presidente dei guerriglieri, Ho Chi Minh, in cui, per la prima volta, si parla di un ipotetico “Libero Viet Nam” cliente della Francia che manteneva presidi militari nelle maggiori città. Il latente dissidio tra le due parti non tardò peraltro a manifestarsi apertamente e la guerriglia ricominciò ad operare. Nel mentre, i guerriglieri comunisti cinesi avevano conquistato le regioni degli attuali Guangdong e Guangxi confinarie coll’Annam, e da lì rifornivano di armi sovietiche i guerriglieri del Viet Minh, sia via terra, che via mare. Il 20 novembre, una nave pattuglia francese sequestrò una nave cinese che stava tentando di fare contrabbando di armi ad Haiphong, una città portuale dove era presente una nutrita comunità cinese filocomunista.
Il giorno dopo scoppiarono sanguinosi scontri in città tra le milizie coloniali francesi ed i guerriglieri vietnamiti e cinesi, a cui Parigi rispose incaricando il comandante della piazzaforte, il colonnello Pierre Louis Dèbes a far evacuare tutti i cittadini, cinesi e vietnamiti, dalla città, lanciando un ultimatum con scadenza la sera del 23 novembre, prima di far aprire il fuoco da parte della flotta. Si giunse così all'incidente di Haiphong, passata alla storia col termine di “Massacro di Haiphong” in cui perirono soprattutto civili innocenti. I francesi progettavano di irradiarsi da Haiphong verso i principali centri abitati dell'Annam. Mentre le relazioni tra Francia e Vietnam continuavano a peggiorare, la Francia cercò di raggiungere un accordo di pacificazione, ma, entro il 2 dicembre, aveva completato l’occupazione militare della città. Le ostilità ebbero inizio in seguito al bombardamento di Haiphong da parte della flotta francese che causò più di 6000 morti soprattutto fra la popolazione civile con le truppe corazzate e le unità di fanteria (facenti parte del Corpo di spedizione francese che aveva una consistenza di circa 100000 uomini) che puntarono quindi su quella che successivamente sarebbe diventata la capitale del Vietnam del Nord, Hanoi. Il 2 dicembre, come ultimo sforzo per mantenere buone relazioni tra le due nazioni, il commissario francese Sainteny si recò ad Hanoi per siglare un accordo con Ho Chi Minh, ma ciò si rivelò infruttuoso perché l'insistenza francese per mantenere il completo controllo militare di Haiphong bloccò tutti i negoziati.
Il 10 dicembre un articolo sul quotidiano del Viet Minh invitava la popolazione a tenersi pronta per l’insurrezione nazionale generale contro le forze d’occupazione francesi. Come ultimo e disperato tentativo di pacificazione, Ho Chi Minh, il 12 dicembre, lanciò un proclama alla civile convivenza tra francesi e vietnamiti. Ma entrambi i contendenti realisticamente si preparavano alla guerra e la strage di Haiphong, a tutti gli effetti, ne rappresentò l’inizio ufficiale. L'ultimatum finale per i vietnamiti fu intimato il 19 dicembre, quando il generale Louis Morlière, comandante di Hanoi, ordinò il completo disarmo della principale milizia vietnamita, in tutto l’Annam e nella città di Hanoi, che, quella notte, venne lasciata al buio completo per un attentato dinamitardo del Viet Minh contro la centrale elettrica della città. L’indomani i francesi presero d’assalto le barricate di Hanoi e, dopo una giornata di scontri sanguinosi, con parecchie vittime da ambo le parti, costrinsero il Viet Minh ad evacuare la città ed a riparare sui monti limitrofi. All'inizio del 1947 i Vietminh furono costretti a ritirarsi sulle montagne del nord-est e nelle paludi a sud del fiume Rosso. I francesi riuscirono a completare il controllo della città solo il 18 febbraio 1947, conquistandola dopo una battaglia casa per casa che durò per tutto il mese di dicembre, procedendo all'occupazione dei principali centri urbani del Vietnam centro-settentrionale e del delta del fiume Rosso e assicurandosi il controllo delle principali vie di comunicazione. Seguirono scontri sanguinosi nelle campagne contro le milizie francesi e da una serie di colpi di mano dei guerriglieri del Viet Minh contro i presidî francesi di stanza nel Tonchino.
La risposta francese fu l'inizio di una lunga serie di operazioni militari intraprese dalle truppe coloniali al comando del generale Jean Étienne Valluy, protrattesi con varia intensità e alterno successo per tutto il 1947. Per assicurarsi un assetto del territorio che garantisse insieme il potere della madrepatria e il consenso dei nazionalisti più moderati la Francia creò due regimi satelliti: la Repubblica di Cocincina con a capo Nguyen Van Xuan (di orientamento filofrancese) e il Vietnam vero e proprio guidato dall'imperatore Bao Dai. Pur riconoscendo formalmente l'indipendenza di questi territori, il governo francese vi continuava a tenere il controllo dell'esercito, delle finanze e della politica estera.Infine, dopo l'accordo firmato il 5 giugno 1948 nella Baia di Along, fra l'alto commissario francese per l’Indocina, Emile Bollaert, ed il generale dell’esercito vietnamita filofrancese, Nguyễn Văn Xuân, primo ministro del governo provvisorio del Viet Nam, cui fece seguito uno scambio di lettere avvenuto l'8 marzo 1949 fra il presidente dell'Union Française, Vincent Auriol e l'ex imperatore Bao Dai, che si disponeva a rientrare nel paese per il 25 aprile in qualità di capo del nuovo stato del Viet Nam ancorato all’Unione Francese. Il Viet Minh rigettò questi accordi a cui non aveva preso parte ed intensificò la guerriglia. Ho Chi Minh (il cui governo era caduto nella clandestinità in seguito all'invasione francese) e il generale Vo Nguyen Giap, capo dell'esercito ribelle Vietminh, preparavano le basi dei guerriglieri nel Tonchino settentrionale, avvalendosi di aiuti molto sostanziosi provenienti dalla Cina (tra il maggio e il settembre 1950 si addestrarono in Cina guerriglieri Vietminh).
Il 17 aprile 1950 continuando il suo sostegno logistico al Viet Minh, il Partito Comunista Cinese inviò un certo numero di consiglieri dell'Esercito Popolare di Liberazione nel Vietnam del Nord. Guidato da Wei Guoqing e Chen Geng, il gruppo consultivo militare cinese (CMAG) aiutò ad addestrare ed ad armare i guerriglieri vietnamiti. Il CMAG prestò assistenza al Viet Minh anche nell'orchestrare la riuscita “Campagna di confine” del 1950 contro la Francia. Il 16 settembre 1950, con il supporto del gruppo consultivo militare cinese, il Viet Minh lanciò la Battaglia di Đông Khê, nota anche come "Campagna di confine". Le truppe vietnamite catturano con successo Đông Khê, un avamposto strategico nel Vietnam settentrionale, cacciando le forze francesi il 18 Settembre. Mao Zedong incoraggiò Ho Chi Minh a continuare l'assalto alle forze francesi a Cao Bang ed il 13 ottobre il Viet Minh prese il controllo dell'intera regione di confine sino-vietnamita. La resistenza francese fu sbaragliata sugli altipiani settentrionali a Cao Bằng e a Lạng Sơn (la perdita di queste due città costò alla Francia almeno 3000 morti). I militari nordvietnamiti, così, grazie agli aiuti cinesi, allestirono un esercito sempre più organizzato mettendosi in condizione di sferrare un'energica offensiva contro le postazioni francesi nell'alto Tonchino, al confine con la Cina. Le province settentrionali del Nord Vietnam furono così evacuate dall'esercito francese, che tuttavia riuscì a mantenere in suo possesso i principali centri urbani e il delta del fiume Rosso. Fondamentale fu l’aiuto cinese anche nella decisiva battaglia di Dien Bien Phu nel 1954.

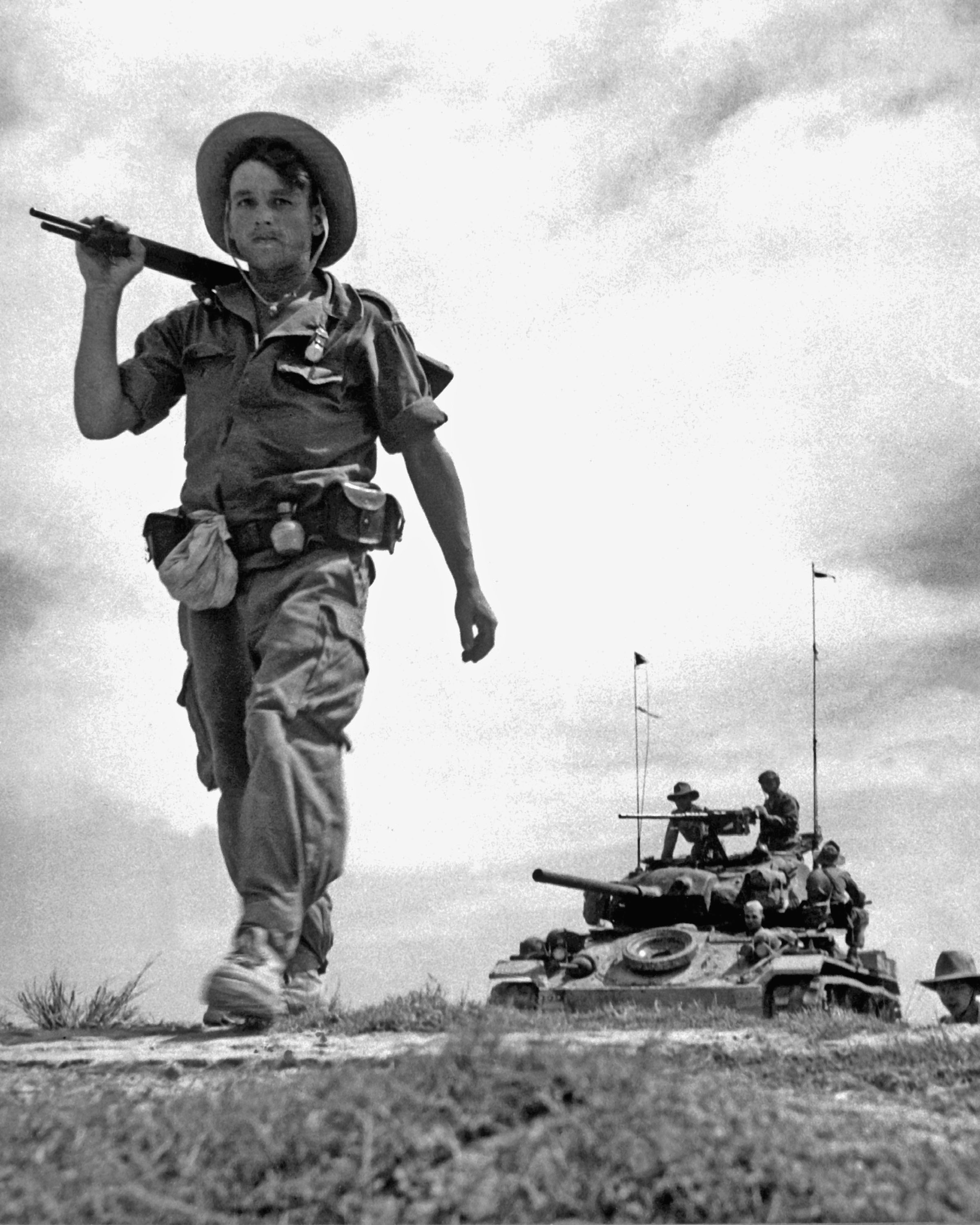
Soldati della Legione straniera in Indocina

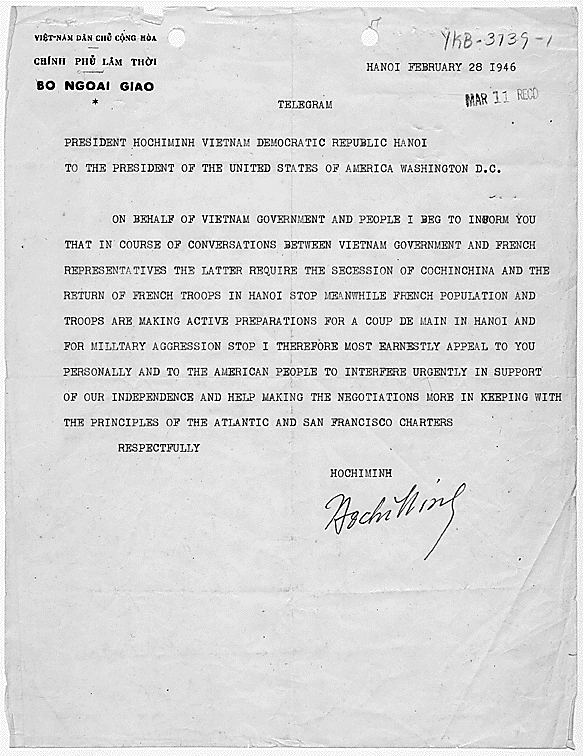
Richiesta d'aiuto di Ho Chi Minh ad Harry Truman (Hanoi, 28 febbraio 1946)

### Il coinvolgimento degli USA
Nel mese di maggio 1950, dopo la cattura di Hainan da parte di forze comuniste cinesi, il presidente degli Stati Uniti Harry Truman autorizzò segretamente un'assistenza finanziaria diretta ai francesi e il 27 giugno 1950, dopo lo scoppio della guerra di Corea, lo annunciò pubblicamente. Si temeva a Washington che, se Ho Chi Minh avesse vinto la guerra, a causa dei suoi legami con l'Unione Sovietica, Stalin avrebbe stabilito uno stato fantoccio e a poco a poco avrebbe esteso il suo controllo su tutto il Sud-est asiatico. La prospettiva di un Sud-est asiatico dominato dai comunisti fu sufficiente a stimolare l'amministrazione Truman a sostenere la politica estera del presidente francese, Vincent Auriol, in modo che la diffusione del comunismo sovietico fosse contenuta dagli alleati.
Le prime forniture degli Stati Uniti per la guerra d'Indocina furono consegnate il 30 giugno 1950. Nel mese di settembre, Truman inviò il Military Assistance Advisory Group (MAAG) in Indocina per aiutare l'esercito francese. Il presidente Truman affermò che i militari non erano stati inviati come truppa da combattimento, ma come assistenza militare e fornì 10 milioni di dollari di materiale militare per sostenere i francesi nel loro sforzo di combattere le forze Viet Minh. Nel 1953, l'aiuto di Truman aumentò notevolmente e fu di 350 milioni di dollari per sostituire i vecchi equipaggiamenti militari di proprietà dell'esercito francese.
Un tentativo Viet Minh di conquistare i principali centri abitati nel 1951 venne sventato dalle truppe di Jean de Lattre de Tassigny, che li difesero strenuamente. Nello stesso anno le posizioni sul golfo del Tonchino, dove era più attiva la guerriglia, vennero trincerate. Più successo ebbe l'offensiva dei ribelli nel Laos, dove le truppe francesi, colte impreparate, vennero sconfitte (1952-1953). La guerra d'Indocina dal 1946 al 1952 era già costata 90000 militari morti, dispersi, feriti e fatti prigionieri. La Francia era arrivata addirittura a spendere il doppio della cifra avuta dagli Stati Uniti nell'ambito del piano Marshall. Gli effettivi erano aumentati fino a 250000 nel 1953.

### Il comando di Navarre e gli errori strategici
Il generale Henri Navarre, dal maggio 1953 nuovo comandante delle forze francesi in Indocina, pensò allora un piano per realizzare questo obiettivo: si sarebbe dovuto sfruttare il dominio incontrastato del cielo per organizzare un grande centro di resistenza che avrebbe dovuto bloccare le iniziative del Viet Minh sul confine del Laos e permettere incursioni nelle retrovie nemiche; la zona prescelta era la località di Dien Bien Phu nella vallata del fiume Nam Hou (Tonchino nordoccidentale), a quasi 300 chilometri da Hanoi.
Ma Navarre fece un errore che sarebbe costato molto caro alle forze francesi: lasciò nel campo trincerato di Dien Bien Phu (creato a partire dal 20 novembre 1953 col lancio di 4000 paracadutisti) circa 11000 soldati (di cui solo 6400 francesi) inquadrati in 13 battaglioni di fanteria, dotati di numerosi pezzi d'artiglieria, una decina di carri armati e 14 aerei, ma che potevano essere riforniti solo dall'aria.

### Il contrattacco vietnamita e la sconfitta francese

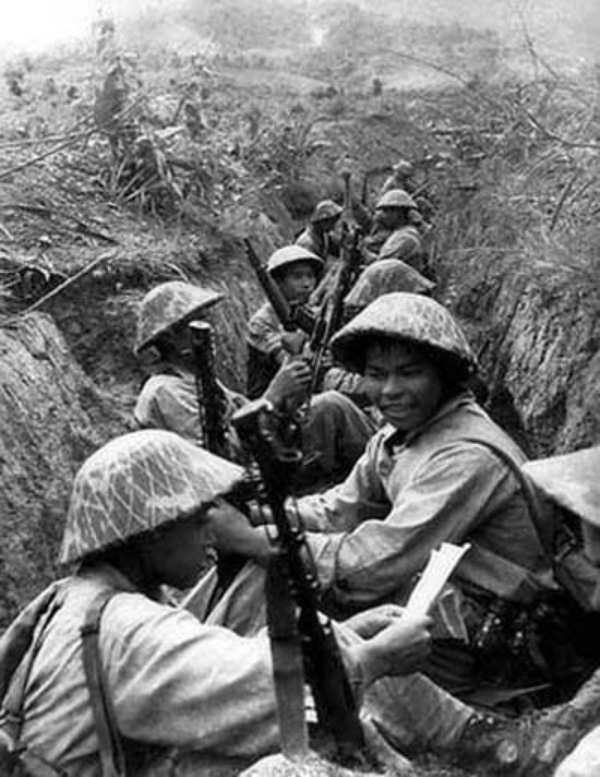
Combattenti vietminh in una trincea durante la battaglia di Dien Bien Phu

Il comandante in capo Giap, cogliendo l'occasione al volo, mobilitò otto delle sue divisioni Viet Minh (per un totale di oltre 50000 uomini), che furono spostate sulla zona di Dien Bien Phu dal delta grazie a un complesso sistema di gallerie e di trincee scavate con pale e picconi dai guerriglieri e dalla popolazione civile. Si trattava di un lavoro capillare e metodico, diventato l'emblema stesso della "guerra di popolo" vietnamita, che permetteva all'esercito guerrigliero di spostare uomini armati e artiglierie senza che il nemico percepisse le dimensioni esatte di quanto stava accadendo. La direzione logistica e strategica di questa complessa operazione di trasferimento e concentrazione delle forze Viet Minh nell'area di Dien Bien Phu fu coordinata dal capo di stato maggiore generale Văn Tiến Dũng e dal vice-comandante in capo generale Hoàng Văn Thái.
Il 13 marzo 1954 le truppe Viet Minh si lanciarono all'attacco della postazione nemica. Iniziò così la battaglia di Dien Bien Phu, destinata a terminare con la sconfitta francese 56 giorni dopo. Nonostante la resistenza disperata dei francesi, il campo trincerato cadde in mano ai guerriglieri vietnamiti e il 7 maggio la bandiera rossa del Viet Minh venne issata sul bunker di Dien Bien Phu.

## Conferenza di pace di Ginevra
Lo stesso giorno a Ginevra le delegazioni di nove Paesi si incontravano: erano presenti Francia, Gran Bretagna, Cina, Stati Uniti, Unione Sovietica, Laos, Cambogia e i rappresentanti del Viet Minh e del regime di Bảo Đại. Le trattative procedettero con lentezza, mentre la guerra continuava e i guerriglieri conquistavano nuove posizioni, avanzando verso il sud del Vietnam. La svolta avvenne solo dopo che a Parigi a metà luglio fu nominato primo ministro Pierre Mendès France.

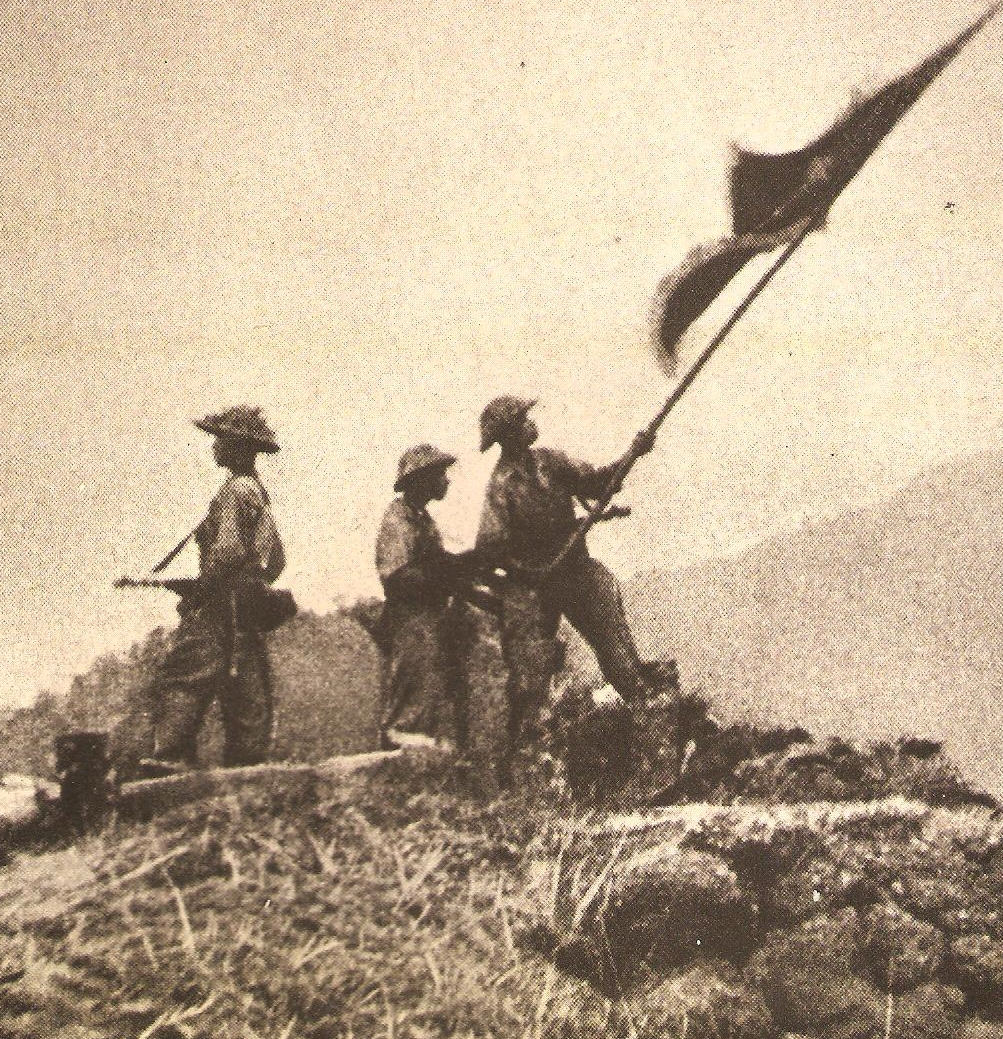
La vittoria dei Viet Minh a Dien Bien Phu

Il premier francese trovò un'intesa con il capo delegazione e ministro degli Esteri cinese, Zhou Enlai, che aveva tre obiettivi precisi:
- in primo luogo trovare un accordo che togliesse ogni pretesto di intervenire alla Cina;
- in secondo luogo, frammentare il Sudest asiatico in modo da influenzare la vita dei singoli Stati, secondo una tradizione consolidata della politica estera di Pechino;
- dimostrare moderazione nel sostegno al Viet Minh, legittimando il governo comunista cinese agli occhi dell'India, dell'Indonesia e degli altri Paesi non allineati dell'Asia.

Sulla base di questi postulati maturò la decisione di dividere il Vietnam in due stati, fissando la linea di confine sul 17º parallelo: il Viet Minh avrebbe governato la parte settentrionale, mentre nella parte meridionale sarebbe rimasto al potere il regime di Bảo Đại e del suo nuovo primo ministro, Ngô Đình Diệm. Entro due anni una consultazione elettorale avrebbe deciso il destino dei due Paesi.
Il 12 luglio 1954, dopo nove anni di guerra, si concluse la guerra d'Indocina e si arrivò alla firma del cessate il fuoco e al nuovo assetto dell'intera regione: Vietnam del Nord (con capitale Hanoi), Vietnam del Sud (con capitale Saigon), Laos e Cambogia erano riconosciuti Stati indipendenti e sovrani e il dominio coloniale francese in Indocina aveva ufficialmente termine.
L'accordo deludeva sia il Viet Minh, che nel negoziato guadagnava meno di quanto avesse conquistato in combattimento, sia il regime di Bảo Đại, che guardava con preoccupazione al disimpegno francese, ma la logica delle grandi potenze aveva la forza dei condizionamenti politici e militari. Nonostante questo accordo, le ultime truppe francesi si ritirarono dall'Indocina solo nell'aprile 1955. La situazione era, però, tutt'altro che risolta e la pacificazione della regione era ben lungi dall'essere completata, dal momento che molte formazioni comuniste erano presenti nel neocostituito Vietnam del Sud, ed il governo comunista nordvietnamita era intenzionato a conseguire l'unità del paese anche a costo di entrare in conflitto con gli Stati Uniti, che subentrarono alla Francia come protettori del Vietnam meridionale. Infatti, anche se la decisione politica ufficiale di iniziare la guerra di liberazione del Vietnam del Sud fu adottata nel marzo 1956, i primi attentati e le prime imboscate iniziarono già nell'autunno del 1955.

## Filmografia
- La porta della Cina - film del 1957 diretto da Samuel Fuller
- I disperati della gloria - film del 1964 diretto da Henri Decoin
- 317º battaglione d'assalto - film del 1965 diretto da Pierre Schoendoerffer
- Vado in guerra a far quattrini (Le facteur s'en va-t-en guerre) - film del 1966 con Charles Aznavour
- Indocina - film del 1992 diretto da Régis Wargnier
- Dien Bien Phu - film del 1992 diretto da Pierre Schoendoerffer
- The Quiet American - film del 2002, regia di Phillip Noyce